# La Rue de la Bavolle à Honfleur
La Rue de la Bavolle à Honfleur est un tableau de Claude Monet réalisé en 1864. Il fait partie de la collection de la Kunsthalle de Mannheim. Son sujet est similaire à Rue de la Bavole, Honfleur, peint la même année, qui est au Museum of Fine Arts de Boston.

## Contexte
Monet a 23 ans et, après avoir suivi les cours de Gleyre à Paris et cherché l'inspiration sur les traces des peintres de l'École de Barbizon, retourne en Normandie, en mai 1864, où réside sa famille. Il pense ainsi pouvoir bénéficier d’un hébergement et invite même Bazille à l’accompagner. Mais le voyage s’arrête en fait à Honfleur. Bazille doit rentrer à Paris durant l’été, et Monet prolonge son séjour jusqu’en automne. A la ferme Saint-Siméon, il retrouve Jongkind et Boudin et s’endette auprès de la propriétaire la mère Toutain, qui accepte d’être payée au rythme des ventes de ses pensionnaires. Monet s’attèle donc au travail en s’inspirant de différents lieux de la ville et de ses environs. Mais à court de ressources, il finit par solliciter Bazille en novembre pour l'aider à financer son retour à Paris.
La rue de la Bavole (orthographiée Bavolle dans le titre) est ainsi le sujet de deux tableaux de dimensions et de traitements similaires. La Rue de la Bavolle à Honfleur est celui de la Kunsthalle de Mannheim, tandis que Rue de la Bavole, Honfleur est dans les collections du Museum of Fine .Arts de Boston. 

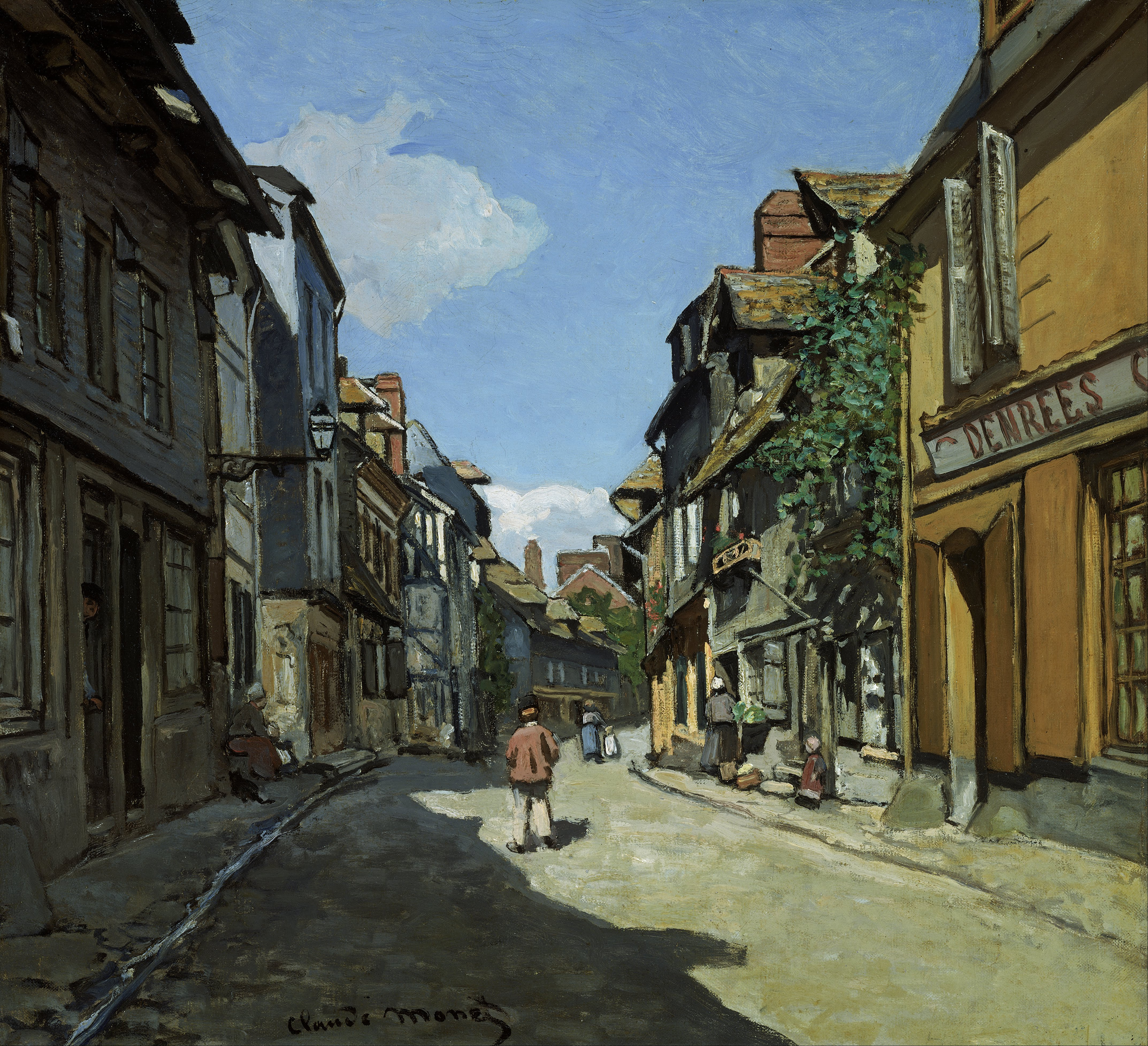
Rue de la Bavole, Honfleur, au Museum of Fine Arts de Boston

## Sujet
La rue est saisie en début d'après-midi pour utiliser un jeu d'ombre et lumière permettant de mettre en valeur les contours et les formes. La méthode d'application des teintes reste classique, loin du traitement par touches successives que le peintre emploiera par la suite.

## Devenir de l'œuvre
Bazille représente l'œuvre (ou sa jumelle) dans son tableau L'atelier de la rue Visconti qui date de 1867. Il est ainsi possible qu'il en soit devenu propriétaire. Mais comme à cette époque Monet et lui partageait le même atelier, il est aussi possible que le tableau soit resté en possession de Monet. Il est exposé ensuite dans des galeries à Paris et à Berlin avant d'être acquis par la Kunsthalle de Mannheim en 1911.

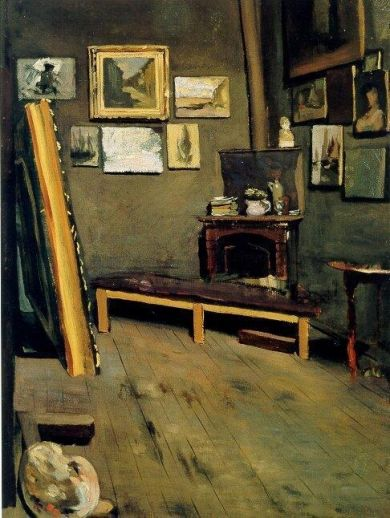
L'Atelier de la rue Visconti, de Frédéric Bazille, au Virginia Museum of Fine Arts